# Eleutherococcus
Eleutherococcus és un gènere de 38 espècies d'arbustos i arbres espinosos de la família Araliaceae. Són natius de l'est d'Àsia, Sibèria sud oriental i del sud del Japó a les Filipines amb la major diversitat a la Xina central i occidental. Certes espècies, com l'eleuterococ són extensament utilitzades en medicina herbaria. Diverses espècies es conreen com a planta ornamental.

## Taxonomia
- Eleutherococcus baoxinensis
- Eleutherococcus brachypus
- Eleutherococcus cissifolius
- Eleutherococcus cuspidatus
- Eleutherococcus divaricatus
- Eleutherococcus eleutheristylus
- Eleutherococcus giraldii
- Eleutherococcus henryi
- Eleutherococcus higoensis
- Eleutherococcus huangshanensis
- Eleutherococcus hypoleucus
- Eleutherococcus japonicus
- Eleutherococcus lasiogyne
- Eleutherococcus leucorrhizus
- Eleutherococcus nanpingensis
- Eleutherococcus nikaianus
- Eleutherococcus nodiflorus
- Eleutherococcus pilosulus
- Eleutherococcus pseudosetulosus
- Eleutherococcus pubescens
- Eleutherococcus rehderianus
- Eleutherococcus rufinervis
- Eleutherococcus scandens
- Eleutherococcus senticosus
- Eleutherococcus seoulensis
- Eleutherococcus sessiliflorus
- Eleutherococcus setchuensis
- Eleutherococcus setulosus
- Eleutherococcus sieboldianus
- Eleutherococcus simonii
- Eleutherococcus spinosus
- Eleutherococcus stenophyllus
- Eleutherococcus trichodon
- Eleutherococcus trifoliatus
- Eleutherococcus verticillatus
- Eleutherococcus wardii
- Eleutherococcus wilsonii
- Eleutherococcus xizangensis